# الوزية
الوزية هي بلدة تقع بين مدينتي العيون والمبرز، تتبعُ لمحافظة الأحساء في المنطقة الشرقية في المملكة العربية السعودية.

## الموقع
تقع الوزية علي الطريق الذي يربط الأحساء والدمام، تقع علي بعد 15 كيلومترًا من الهفوف، وتبعد عن شمال مدينة المبرز 6 كيلومترًا، وترتبط مع حدودها الشمالية مع مدينة العيون، والجرن شرقًا، والشقيق والمطيرفي في الجنوب، وطريق الدمام غربًا.

## أصل التسمية
أطلق عليها الوزية نسبة ما تحظي بيه المنطقة من طيور الإوز.

## وصف
تحيط بقرية الوزية الأراضي الزراعية من 3 جهات وهي الشمال، والجنوب، والشرق، ويتركز المباني في الوسط والغرب، وكان يوجد في القرية عين الوزية بعمق 8 أمتار ولكنه جف الآن، حيث حفر العين كل من (أحمد محمد الربيع) و (محمد سيف آل سعيد) .

## الطرق
يوجد في مدخل القرية طريق يتقاطع مع طريق الظهران - بقيق - الأحساء السريع، أفتتح في 2018 بتكلفة 39 مليون ريال.

## السكان
بلغ عدد السكان 1180 نسمة في عام 2002، من بينهم 571 رجلًا، و300 شخص غير سعودي، ووزع السكان كالتالي 468 شخص عمرهم أقل من 14 سنة، و571 شخص من سن 14 إلي 44 سنه، و145 شخص أكبر من 45 سنة، و29% من سكان القرية طلاب.

## الاقتصاد
يتركز نشاط السكان في مهن التعليم، والزراعة، وقطاعات الجيش، وموظفي شركة أرامكو السعودية، وبعض الوظائف الحكومية الأخري. ويوجد في القرية بعض الأنشطة مثل مشاريع الزراعية لإنتاج الحيواني والتصنيع الغذائي مثل لحوم الدجاج، والبيض، وتربية الماشية والأغنام.

### الزراعة
تشتهر القرية بالنخيل الذي يغطي 60% من مساحة الأراضي الزراعية في القرية، وتنتج من القرية بعض الفاكهة والحبوب والخضراوات مثل البطيخ، والتين، والرمان، والعنب، والطماطم، والجزر، والخيار، والكوسة، والأترج.

## المرافق
يبلغ عدد الوحدات السكانية 142 وحدة، ويوجد في القرية 7 أحياء، ويوجد أيضًا عدد 5 مساجد، وجامع كبير، ومصلي للعيدين، ومركز صحي، ومدرسة أبتدائية للبنين، ومدرسة أبتدائية للبنات، ومدرسة البراء بن مالك المتوسطة، وخزان للمياة.

## قصر الوزية

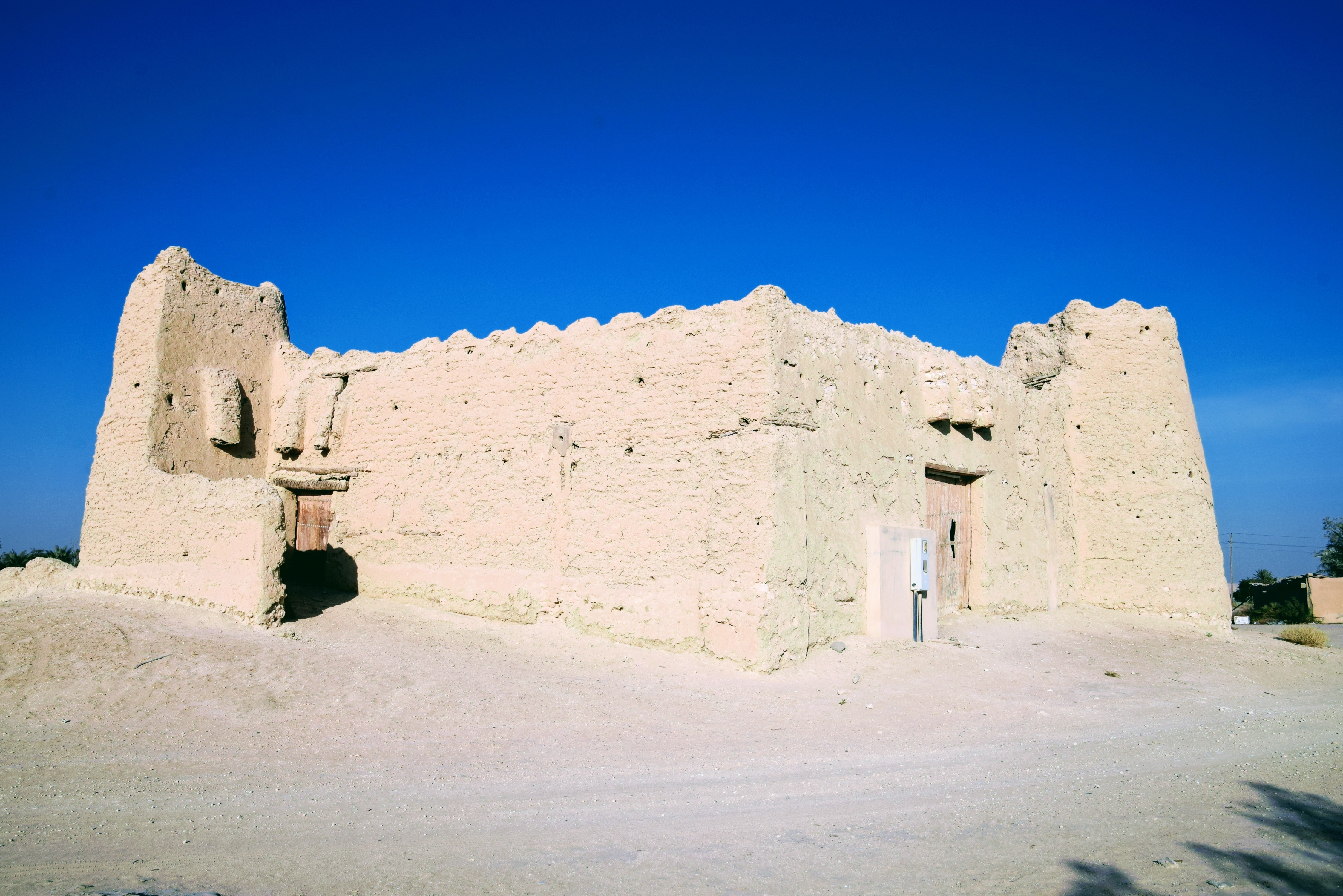
قصر الوزية.

يقع في الوزية قصر الوزية، الذي يعتبر آخر قلاع المراقبة الشمالية، حيث تبلغ مساحته 396 متراً مربعاً. القصر مكون من أربعة أبراج، مزود بمزاغيل لتسهيل عملية المراقبة من الأركان الأربعة. وللقصر بوابتان أحدهما جنوبية والأخري غربية.

## معركة الوزية
وقع في قصر الوزية معركة التي وقعت بين قوات ناصر السعدون وقوات عبد الرحمن بن فيصل بن تركي آل سعود في سنة 1291 هجريًا.